# Cathal Crobhdearg Ua Conchobair
Cathal Crobhdearg Ua Conchobair (O Cathal O'Connor / O'Conor) (1153–1224), el hijo menor del Rey Supremo irlandés Tairrdelbach mac Ruaidri Ua Conchobair, fue Rey de Connacht.

## Biografía
Fue Rey de Connacht de 1189 a 1199, y fue reinvestido en la piedra en Clonalis c. 1201, reinando hasta 1224. Primero sucedió al hijo de su medio hermano mayor Ruaidri, Conchobar Maenmaige Ua Conchobair como gobernante de Connacht. El hijo de Conchobar Máenmaige, Cathal Carrach gobernó entonces de 1199 a 1202, con Cathal Crobhdearg de vuelta al poder. Desde su base al oeste del río Shannon, se vio obligado a tratar con los invasores normandos. Fue un líder competente, evitó conflictos importantes y ganó algunas escaramuzas menores. Ua Conchobair intentó sacar lo mejor de la nueva situación, con una Irlanda dividida entre líderes normandos y gaélicos. Su largo reinado fue quizás una señal de éxito. Había sucedido como rey de Connacht a su hermano mayor Rory O'Connor. Está representado, como Cáhal Mór de la Mano Roja de Vino, del poema Una visión de Connaught en el siglo XIII del nacionalista irlandés del siglo XIX James Clarence Mangan.
Fundó Ballintubber Abbey en 1216, y fue sucedido por su hijo, Aedh mac Cathal Crobdearg Ua Conchobair. Su mujer, Mor Ní Briain, era hija del rey Domnall Mór Ua Briain de Thomond, muerto en 1218.
En 1224 Cathal escribió a Enrique III como Señor de Irlanda, pidiendo que sea su hijo y heredero Od (Aedh) se le concediera todo Connacht, en particular aquellas partes, Breifne, poseídas por William Gorm de Lacy.

## Investidura
Un relato de la inauguración de Cathal Crobhdearg ha sido preservado, transcrito por Donogh Bacach Ó Maolconaire, el hijo del mismísimo investidor de O'Connor, Tanaide Ó Maolconaire, que fue también su historiador y registró todos los tributos debidos a O'Connor. Entre los presentes estaban su guardión de la puerta, O'Feenaghty, su médico Mac Tully, y Mac Aodhagáin, su brehon.